# 양산영화제
양산영화제는 매년 9월~10월 사이에 양산영화인협회가 주최, YSFF 조직위원회와 집행위원회가 주관해 
양산시, 양산시의회, 양산상공회의소 등 여러 양산의 기업과 단체들이 후원을 하는 국내영화제이다.

## 수상 정보

### 제1회(2022년 10월15일 ~ 16일)
- 장편 공모부문 - 대상 어부바(2021) 최종학
- 최우수 연기상 - 하우치(2021) 손지나
- 공로상 - 하우치(2021)	김명균
- 라이징스타상 - 홍예은
- 배우 공로상 - 손병호

### 제2회(2023년 9월16일 ~17일)
- 대상 - 버스(2022)	김태곤
- 최우수상 - 혜진이와 혜진이(2022) 김진곤
- 우수상 - 다찌마리 아저씨(2023) 김호민
- 최우수 연기상 - 버스(2022) 공정환
- 라이징 스타상 - 피트(2022) 차정환
- 신인 연기상 - 아림 정유나
- 감독상 - 혜진이와 혜진이(2022) 김진곤
- 각본상 - 피트(2022) 김민승
- 제작상 - 버스(2022) 최경화
- 공로상 - 박영민
- 공로상 - 경계인(2018)	김시우
- 공로상 - 라스트 필름(2021) 전수일

### 제3회(2024년 9월28일 ~29일)

- 개막작: 하루 또 하루 (감독: 박용기, 촬영지 양산)

- 폐막작: 더 버스 (감독: 김태곤) 외 60일의 썸머, 요시찰

* 참여 인사
- 배우: 장광, 손병호, 안내상, 장현성, 지대한, 박노식, 리원(김혜진), 나예린

- 감독: 박용기, 김성한, 김희영, 김태곤

- 홍보대사: 현영, 유준혁,

- MC: 이경 & 리원 등 총 100여 명의 배우와 영화인

- 올해의 대상 - 하루 또 하루(2024) 박용기
- 최우수상 - 60일의 썸머(2017) 김희영
- 최우수상 - 요시찰(2021) 김성한
- 연기대상 -  하루 또 하루(2024) 현영
- 최우수 연기상 - 60일의 썸머(2017) 장광
- 신인 연기상 - 하루 또 하루(2024) 유준혁
- 라이징 스타상 - 요시찰(2021) 김성한
- 감독상 - 60일의 썸머(2017) 김희영
- 각본상 - 하루 또 하루(2024) 박용기